# Usine Ford de l'avenue Piquette
L'usine Ford de l'avenue Piquette (en anglais : Ford Piquette Avenue Plant) est une ancienne usine située dans le quartier de Milwaukee Junction (en) à Détroit, dans le Michigan, aux États-Unis. Construit en 1904, il s'agit du second centre de production automobile de la Ford Motor Company, après l'usine Ford de l'avenue Mack (en). À l'usine Ford de l'avenue Piquette, l'entreprise créé et produit pour la première fois la Ford T, la voiture reconnue pour avoir initiée l'utilisation massive de l'automobile aux États-Unis.
Avant le modèle T, plusieurs autres modèles de voitures sont assemblés dans cette usine. Les premières expériences utilisant une ligne de montage mobile pour assembler des voitures sont également menées là-bas. C'est également la première usine où plus de 100 voitures sont assemblées en une journée. Alors qu'elle est basée à l'usine de l'avenue Piquette, la Ford Motor Company est devenue le plus grand constructeur automobile basé aux États-Unis et il le reste jusqu'au milieu des années 1920. L'usine est utilisée par l'entreprise jusqu'en 1910, date à laquelle son activité de production automobile est transférée à la nouvelle usine Ford d'Highland Park (en).
Studebaker achète l'usine en 1911, afin d'y assembler des voitures jusqu'en 1933. Le bâtiment est vendu en 1936, passant par une série de propriétaires avant de devenir un musée en 2001. L'usine de l'avenue Piquette est le plus ancien bâtiment construit pour la production automobile qui est ouvert au public. Le musée, visité par 18 000 personnes en 2016, organise des expositions qui se concentrent principalement sur le début de l'histoire de la construction automobile aux États-Unis. Le bâtiment est inscrit au Registre national des lieux historiques en 2002, est devenu un Michigan State Historic Site en 2003 et est désigné National Historic Landmark en 2006.